# Петрушин, Николай Александрович
Николай Александрович Петрушин (род. 4 июня 1979, Лениногорск, Татарская АССР) — российский прыгун с трамплина. Участник зимних Олимпийских игр 1998 года. 

## Биография
Николай Петрушин родился 4 июня 1979 года в городе Лениногорск Татарской АССР (сейчас в Татарстане).
Начал заниматься прыжками с трамплина под руководством Андрея Федорука. Впоследствии тренировался у Л. Бурганова.
В 1996 году участвовал в чемпионате мира среди юниоров в Азиаго.
В 1998 году вошёл в состав сборной России на зимних Олимпийских играх в Нагано. В прыжках с 90-метрового трамплина поделил 42-45-е места, набрав 79,5 очка, уступив 6,5 очка худшему из попавших в финал Сильвену Фрайхольцу из Швейцарии. В прыжках со 120-метрового трамплина занял 54-е место с 66,1 очка, уступив 28,6 очка худшему из попавших в финал Владимиру Гливке с Украины. В командном зачёте на 120-метровом трамплине сборная России, за которую также выступали Артур Хамидулин, Александр Волков и Валерий Кобелев, заняла 9-е место, набрав 639,7 очка и уступив 293,3 очка завоевавшей золото команде Японии.
Мастер спорта России.
Живёт в Лениногорске.